# Josef Gerstmann
Josef Gerstmann (ur. 17 lipca 1887 we Lwowie, zm. 23 marca 1969 w Nowym Jorku) – austriacko-amerykański lekarz  neurolog pochodzenia żydowskiego. Przedstawił jeden z pierwszych opisów zespołu tętnicy kątowej (zespół Gerstmanna) i, wspólny z Scheinkerem i Sträusslerem, opis rzadkiej choroby neurologicznej o znanej od 1989 roku prionowej etiologii (zespół Gerstmanna-Sträusslera-Scheinkera).

## Życiorys

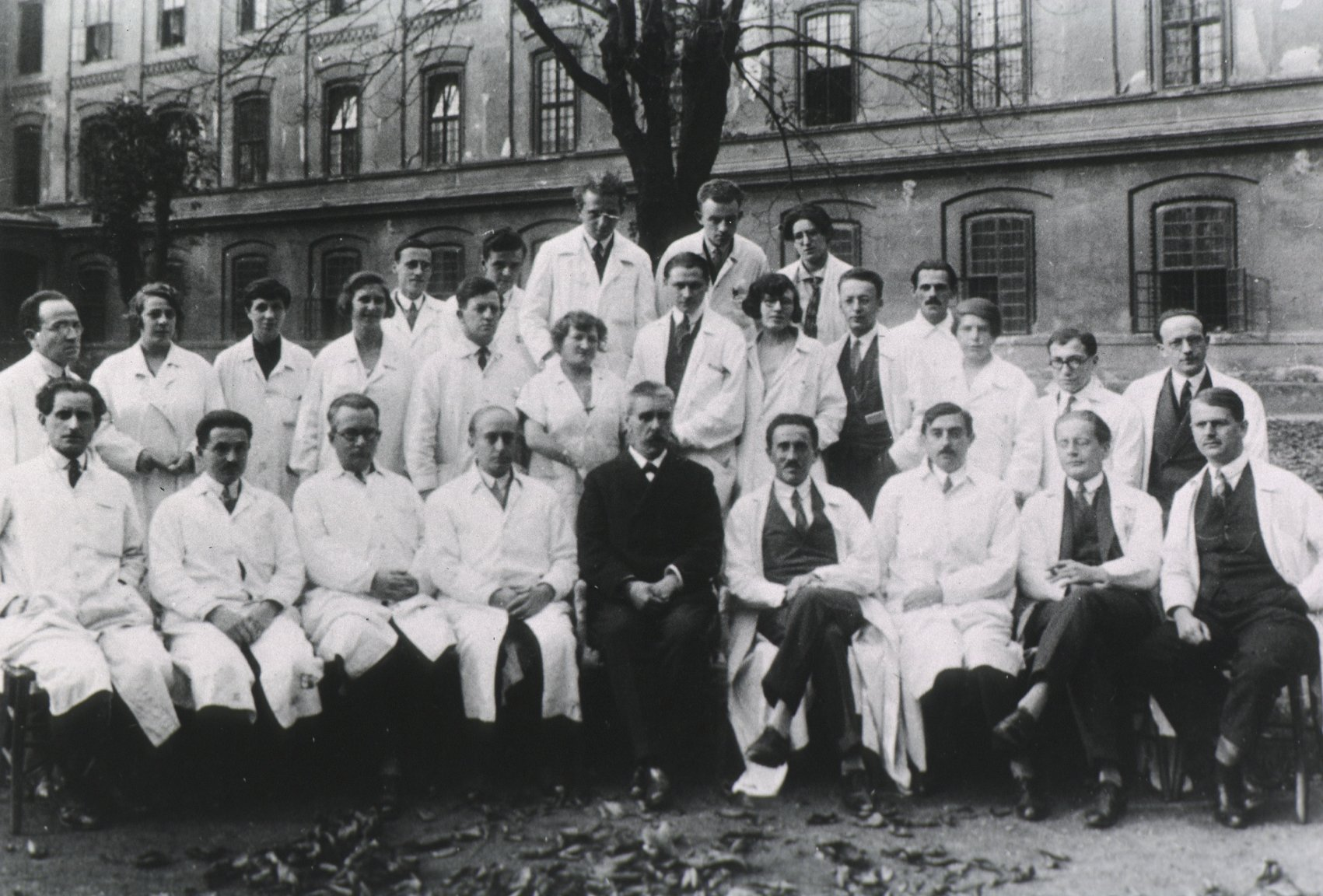
Gerstmann (czwarty od prawej w pierwszym rzędzie) jako asystent w wiedeńskiej klinice Wagnera-Jauregga

Josef Gerstmann urodził się 17 lipca 1887 roku we Lwowie, jako syn Joachima Gerstmanna i Berthy z Zuckerów. Uczęszczał do k.k. II Obergymnasium we Lwowie, w 1907 roku zdał maturę. Następnie rozpoczął studia medyczne na Uniwersytecie Wiedeńskim i 29 listopada 1912 roku otrzymał tytuł doktora wszechnauk medycznych. Podczas I wojny światowej służył jako lekarz wojskowy na froncie włoskim, w Reservespital w Innsbrucku, i za służbę został odznaczony. Po powrocie do Wiednia został asystentem w klinice neurologiczno-psychiatrycznej Juliusa Wagnera-Jauregga, pracował z nim od 1918 do 1930 roku. Habilitował się z psychiatrii i neurologii w 1921 roku, w 1929 roku został profesorem nadzwyczajnym. W 1930 zastąpił Emila Redlicha na stanowisku dyrektora Lecznicy Chorób Nerwowych Marii Teresy (Nervenheilanstalt Maria-Theresien-Schlössel) w Wiedniu. Mieszkał w tym czasie przy Kochgasse 5. Jego żoną od 1920 roku była Martha Sara z domu Stein, pochodząca z Pilzna (1896–1981). 
Gerstmann w 1938 roku emigrował do Stanów Zjednoczonych na pokładzie Cunard White Star RMS Aquitania, razem z żoną Marthą i przyjacielem Ottonem Marburgiem. Statek wypłynął z Southampton i 14 czerwca 1938 roku dotarł do Nowego Jorku. Wpierw pracował w Springfield/Ohio State Hospital, od 1940 do 1941 roku na stanowisku research assistant i jako neurolog konsultant w St. Elisabeth Hospital w Waszyngtonie, od 1941 research associate w Nowojorskim Instytucie Neurologicznym, od 1941 do 1946 attending neuropsychiatrist w Goldwater Memorial Hospital i od 1940 do 1941 w Postgraduate Hospital. Przez kolejne lata Gerstmann pracował w Nowym Jorku, praktykował przy 240 Central Park South. Był członkiem honorowym American Psychiatric Association i Academy of Neurology, członkiem American Psychopathological Association, Psychotherapeutic Society, Pirquet Society i Rudolf Virchow Society. Zmarł 23 marca 1969 w swoim nowojorskim mieszkaniu, uroczystość pogrzebowa odbyła się 25 marca. 
Po jego śmierci część prac została zebrana i opublikowana przez Marthę Gerstmann przy pomocy Karla Gloninga. Wymieniany jest wśród najwybitniejszych austriackich neurologów. Krótki artykuł biograficzny autorstwa Lazarosa C. Triarhou ukazał się w 2008 roku na łamach „Journal of Neurology”. Obszerna biografia Gerstmanna autorstwa Lawrence′a Zeidmana i wsp. ukazał się w 2014 roku.

## Dorobek naukowy

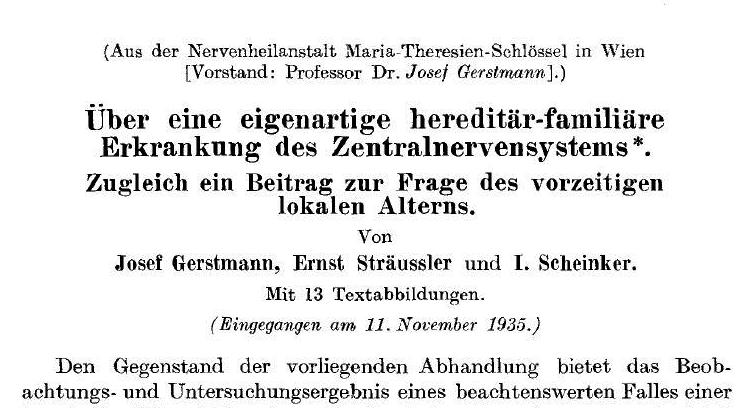
Początek artykułu Gerstmanna, Sträusslera i Scheinkera z 1937 roku

Gerstmann opublikował ponad 100 prac. W 1918 roku przedstawił mało znany opis czystej, jednostronnej agnozji czucia dotyku. Jego pacjentem był 34-letni żołnierz piechoty z raną postrzałową głowy i uszkodzonym zakrętem zaśrodkowym oraz dolną częścią płata ciemieniowego, pozbawiony zdolności rozpoznania dotykiem przedmiotów trzymanych w lewej ręce, mimo zachowanej percepcji somatosensorycznej. 
W 1924 roku opublikował pierwszą z prac poświęconych zespołowi, określanego dziś jako zespół tętnicy kątowej, zespół Gerstmanna albo zespół Gerstmanna-Badala (rzadko i głównie w piśmiennictwie francuskojęzycznym; wcześniejszy opis autorstwa Jules′a Badala uważany jest za niedokładny). Na cechy zespołu według Gerstmanna składały się agnozja palców, agrafia, mylenie stron prawej i lewej, akalkulia lub dyskalkulia. We wrześniu 1930 roku przedstawił referat na ten temat na 20. zjeździe Deutsche Gesellschaft für Neurologie w Dreźnie. Sam Gerstmann nie był przeświadczony o tym, że opisany zespół faktycznie jest osobną jednostką nozologiczną; współcześni i późniejsi neurolodzy często kwestionowali jego istnienie, wskazując np. statystyczną rzadkość współwystępowania wszystkich czterech cech zespołu. Istnieje natomiast jednomyślność co do lokalizującej wartości każdego z czterech objawów zespołu dla uszkodzeń płata skroniowego. 
Przedstawił modyfikację testu Romberga („test Gerstmanna”): tendencja do przewracania się, po kilkukrotnym zgięciu i wyprostowaniu tułowia z zamkniętymi oczami i złączonymi stopami wskazuje na ataksję móżdżkową. 
Zajmował się razem z Wagnerem-Jaureggiem metodą leczenia paraliżu postępującego gorączką, uzyskiwaną przez zakażanie pacjentów malarią. Wagner-Jauregg otrzymał za te prace Nagrodę Nobla w 1927 roku. Wagner-Jauregg napisał wstęp do monografii Gerstmanna Die Malariabehandlung der progressiven Paralyse (Springer, Wiedeń 1925). 
18 czerwca 1935 roku Gerstmann, razem z Ilją Scheinkerem i Ernstem Sträusslerem przedstawił na spotkaniu Wiedeńskiego Towarzystwa Neurologii i Psychiatrii przypadek choroby, znanej dziś jako zespół Gerstmanna-Sträusslera-Scheinkera i zaliczanej obecnie do chorób prionowych. Praca ukazała się drukiem w następnym roku; Scheinker podał w niej jedynie inicjał swojego imienia, obawiając się ujawnić swoje pochodzenie w sytuacji rosnącego wpływu nazistów (wszyscy trzej neurolodzy byli zmuszeni w nieodległej przyszłości emigrować i po wojnie praktykowali w Stanach Zjednoczonych). Gerstmann wcześniej, w marcu 1928 roku, przedstawił na spotkaniu Wiedeńskiego Towarzystwa Psychiatrii i Neurologii przypadek 25-letniej „panny H” z tej samej rodziny z zaburzeniami równowagi i chodu oraz zmianami charakteru. Opisał u niej niezwykły objaw, polegający na tym, że przy biernym lub czynnym zwróceniu głowy w bok wyprostowane prosto przed siebie ręce pacjentki krzyżowały się, i zawsze wyżej była ręka po stronie przeciwnej niż kierunek w którym została odwrócona głowa.
W 1942 roku opisał rzadkie zaburzenie schematu ciała, które nazwał somatoparafrenią. W dwóch przypadkach prawostronnych uszkodzeń mózgu, obok znanych objawów anozognozji deficytów ruchowych i somatosensorycznych opisał urojenia dotyczące lewej strony ciała, dotyczące świadomości posiadania tych części ciała. Gerstmann odróżnił somatoparafrenię od dobrze poznanej wcześniej autosomatoagnozji (autosomatoamnezji) – „agnostycznej (amnestycznej) nieświadomości części ciała, od prostego zaniedbywania ich obecności po doświadczenie ich nieistnienia”. Według Gerstmanna somatoparafrenię charakteryzują objawy pozytywne (wytwórcze): „złudzenia lub zniekształcenia postrzegania i konfabulacje lub urojenia odnoszące się do dotkniętej połowy ciała lub kończyn”.
Inne zagadnienia, którymi się zajmował, to: nieprawidłowości kory mózgowej w padaczce, opóźnienie umysłowe, porażenie młodzieńcze, schizofrenia, astereognozja, zaburzenia czucia, zaburzenia równowagi po ranach postrzałowych głowy. Razem z Ottonem Kaudersem badał zaburzenia psychiatryczne u dzieci po zapaleniu mózgu, z Schilderem zajmował się zaburzeniami pisma (mikrografia) u pacjentów z afazją, ze Sträusslerem korelacje kliniczno-patologiczne w zapaleniu mózgu i rdzenia oraz w stwardnieniu rozsianym. Uczniem Gerstmanna był Viktor Frankl.

## Lista prac
- Ein Fall von zerebraler sympathischer Ophthalmoplegie (bei Revolverschuss). Wiener klinische Wochenschrift 26, s. 482, 1913
- Zur Frage der sympathischen Gehirnbahnen. Jahrbücher für Psychiatrie und Neurologie 34, ss. 287-321, 1913
- Beitrag zur Kenntnis der Entwicklungsstörungen in der Hirnrinde bei genuiner Epilepsie, Idiotie, juveniler Paralyse und Dementia præcox. Arbeiten aus dem Neurologischen Institut der Universität Wien 21, ss. 286-313, 1914
- Beiträge zur Pathologie des Rückenmarks. Zur Frage der Meningitis serosa und serofibrosa circumscripta spinalis. „Zeitschrift für die gesamte Neurologie und Psychiatrie”. 29 (1), s. 97–167, 1915. DOI: 10.1007/BF02897494.
- Über Sensibilitätstörungen von spino-segmentalem Typus bei Hirnrindeläsionen nach Schädelschußverletzungen. Wiener medizinische Wochenschrift 65, 26 ss. 992-1001 (1915)
- Taboparalyse bei einer fünf Jahre alten mit Quecksilber und Salvarsan behandelten Syphilis. Wiener klinische Wochenschrift 28, s. 1175, 1915
- Ein Beitrag zur Lehre von den Erkrankungen der Cauda equina. Wiener klinische Wochenschrift 29, ss. 496-499, 1915
- Ein Fall von Schussverletzung des rechten Os occipitale mit homonymer Hemianopsie der gleichen Seite. Wiener medizinische Wochenschrift 65, s. 1750 (1915)
- Beitrag zur Kenntnis kortikaler Sensibilitätsstörungen von spinosegmentalem Typus. Wiener medizinische Wochenschrift 65, ss. 1748-1750 (1915)
- Drei Fälle von schwerer Rückenmarkschädigung nach Schussverletzungen der Wirbelsäule (Brown-Séguardscher Symptomenkomplex) mit günstigen Ausgang. Mitteilungen der Gesellschaft für innere Medizin und Kinderheilkunde in Wien 14, s. 19 (1915)
- Bikeles G, Gerstmann J. Ueber die vermehrte Schweissabsonderung auf der gelähmten Seite (nach Pilokarpininjektion) bei kortikalen Läsionen. Neurologisches Centralblatt 34, ss. 770-773 (1915)
- Ein auf dem Wege der Heilung befindlicher Fall von schwerer Querschnittsschädigung des Rükkenmarkes. Wiener medizinische Wochenschrift 65, s. 895 (1915)
- Lipodystrophia progressiva. Wiener klinische Wochenschrift 29, ss. 1209-1212 (1916)
- Beitrag zur Kenntnis der Entwicklungsstörungen in der Hirnrinde bei genuiner Epilepsie, Idiotie, juveniler Paralyse und Dementia praecox. „Arbeiten aus dem Neurologischen. Institut der  Universität Wien”. 21, s. 286–313, 1916.
- Zur Kenntnis der Störungen des Körpergleichgewichtes nach Schußverletzungen des Stirnhirns. „Monatsschrift für Psychiatrie und Neurologie”. 40 (354-377), 1916. DOI: 10.1159/000190911.
- Weiterer Beitrag zur Frage der kortikalen Sensibilitätsstörungen von spino-segmentalem Typus. „Monatsschrift für Psychiatrie und Neurologie”. 39, s. 198–208, 1916. DOI: 10.1159/000190932.
- Reine taktile Agnosie. „Monatsschrift für Psychiatrie und Neurologie”. 44, s. 329-343, 1918. DOI: 10.1159/000190776.
  - tłum. ang. Pure tactile agnosia. „Cognitive Neuropsychology”. 18 (3), s. 267-274, 2001. PDF
- Über einige Störungen im Bereiche des Zentralnervensystems in Fällen von Lawinenverschüttung nach deren Wiederbelebung[36]. (1918)
- Ueber Störungen der Schweisssekretion im Sinne einer Anhydrosis bei höhersitzenden Rückenmarksaffektionen mit kompletter spastischer Paraplegie der unteren Extremitäten; zugleich ein Beitrag zur Frage nach der Existenz von Schweissbahnen im Rückenmark. Jahrbücher für Psychiatrie und Neurologie 38, ss. 333-346 (1917/18)
- Ein Beitrag zur Lehre von der Lokalisation der Sensibilität in der Grosshirnrinde. Neurologisches Centralblatt 37, ss. 434-447 (1918)
- Zur Frage der Pathogenese, der Klassifizierung und der Behandlung der Neurosen nach Kriegsschädigungen. Wiener medizinische Wochenschrift 69, 19, ss. 931-938 (1919)
- Ueber Fälle von Meningitis und Enzephalitis, die mit intravenösen Injektionen polyvalenter Staphylokokkenvakzine behandelt wurden. Wiener klinische Wochenschrift s. 1182 (1919)
- Behandlung von Fällen akuter (purulenter) Meningitis mit Staphylokokkenvakzine. Wiener klinische Wochenschrift 32, s. 621 (1919)
- Krampfhafte Drehbewegungen, Muskelrigor und Koordinationsstörungen nach Wiederbelebung eines Erhängten. Wiener klinische Wochenschrift 32, s. 779 (1919)
- Gerstmann J, Schilder P. Zur Kenntnis der Bewegungsstörungen der Pseudosklerose. „Zeitschrift für die gesamte Neurologie und Psychiatrie”. 58 (1), s. 33-41, 1920. DOI: 10.1007/BF02902023.
- Über die Einwirkung der Malaria Tertiana auf die progressive Paralyse. „Zeitschrift für die gesamte Neurologie und Psychiatrie”. 60 (1), s. 328-359, 1920. DOI: 10.1007/BF02894199.
  - Zeitschrift für die gesamte Neurologie und Psychiatrie 74 ss. 242-258 (1922)
- Zur Kenntnis der klinischen Erscheinungstypen und Prognose der jetzigen Enzephalitis-Epidemie. Wiener klinische Wochenschrift 33, s. 165 (1920)
- Behandlung mit polyvalenter Staphylokokkenvakzine bei Meningitis. Wiener medizinische Wochenschrift 70, s. 383 (1920)
- Weitere Mitteilung über die Behandlung von Fällen akuter Meningitis mit Staphylokokkenvakzine. Wiener klinische Wochenschrift 33, s. 153 (1920)
- Zur Frage der Einwirkung psychischer Faktoren auf zerebrale Mechanismen und über den Begriff der physiogenen Neurosen. Wiener klinische Wochenschrift 33, s. 557 (1920)
- Zur Klinik pseudoskleroseähnlicher Krankheitstypen[37]. (1920)
- Gerstmann J, Schilder P. Studien über Bewegungsstörungen. „Zeitschrift für die gesamte Neurologie und Psychiatrie”. 70 (1), s. 35-54, 1921. DOI: 10.1007/BF02867524.
- Gerstmann J, Schilder P. Zur Frage der Katalepsie. Medizinische Klinik 7 (17), s. 193 (1921)
- Folgezustand nach Leuchtgasvergiftung. Wiener medizinische Wochenschrift 71, s. 559 (1921)
- Gerstmann J, Schilder P. Studien über Bewegungsstörungen. VII Mitteilung. Das Fallen der Spätencephalitiker. „Zeitschrift für die gesamte Neurologie und Psychiatrie”. 85 (1). s. 44-51. DOI: 10.1007/BF02869616.
- Ueber den jetzigen Stand der Malariatherapie der progressiven Paralyse, mit besonderer Berücksichtigung neuerer Erfahrungen. Ztschr. f. d. ges. Neurol. u. Psychiat. 81, ss. 255-262 (1923)
- Gerstmann J, Schilder P. Ueber organisch bedingte Tics. Medizinische Klinik 19, ss. 896-899 (1923)
- Fingeragnosie. Eine umschriebene Störung der Orientierung am eigenen Körper. „Wiener Klinische Wochenschrift”. 37, s. 1010–1012, 1924.
- Fingeragnosie. „Wiener klinische Wochenschrift”. 40, 1924.brak numeru strony
- Die Therapie der progressiven Paralyse. „Wiener Medizinische Wochenschrift”. 74 (8), s. 380–384, 1924.
  - Die Therapie der progressiven Paralyse II. Wiener medizinische Wochenschrift s. 534 (1924)
  - Die  Therapie der progressiven Paralyse III (Fortsetzung zu Nr. 11). „Wiener Medizinische Wochenschrift”. 74 (12), s. 578–582, 1924.
  - Die Therapie der  progressiven Paralyse IV (Schluß zu Nr. 12). „Wiener medizinische Wochenschrift”. 74 (13), s. 636-640, 1924.
- Zur Frage der Umwandlung des klinischen Bildes der Paralyse in eine halluzinatorisch-paranoide Erscheinungsform im Gefolge der Malariaimpfbehandlung. „Zeitschrift für die gesamte Neurologie und Psychiatrie”. 93 (1), s. 200-218, 1924. DOI: 10.1007/BF02900053.
- Gerstmann J, Schilder P. Studies in Motor Disturbances. I. Peculiar Forms of Extrapyramidal Motor Disturbances. „Journal of Nervous & Mental Disease”. 60 (1), s. 96, 1924.
- Gerstmann J, Schilder P. Motor Disturbances of Pseudosclerosis. „Journal of Nervous & Mental Disease”. 60 (1), s. 83, 1924.
- Grundsatzlisches zur Frage der Akinesen und Hyperkinesen bei Erkrankungen des strio-pallidaren.... „Monatsschrift für Psychiatrie und Neurologie”, 1924.brak numeru strony
- Gerstmann J, Kauders O. Über den Mechanismus der postencephalitischen "psychopathieähnlichen" Zustandsbilder bei Jugendlichen. „Archiv für Psychiatrie und Nervenkrankheiten”. 71 (1), s. 165-182, 1924. DOI: 10.1007/BF01813371.
- Die Malariabehandlung der progressiven Paralyse. Wien: 1925. Brak numerów stron w książce (2. wydanie 1928)
- Worauf hat der praktische Arzt bei der Ueberwachung von mit Impfmalaria behandelten Paralytikern oder sonstigen Metalueskranken besonders zu achten. Wiener klinische Wochenschrift 38, s. 344 (1925)
- Welche Fälle von progressiver Paralyse bieten bei der Malariabehandlung die besten Aussichten auf Erfolg? Wie verhält es sich mit dem Zeitpunkt des Einsetzens der Remission und mit der Dauergaftigkeit derselben. Wiener klinische Wochenschrift s. 345 (1925)
- Gibt es eine wirksame Behandlung der multiplen Sklerose? Wiener klinische Wochenschrift 38, s. 345 (1925)
- Gerstmann J, Schilder P. Mikrographie bei Sensorisch-Aphasischen. „Zeitschrift für die gesamte Neurologie und Psychiatrie”. 74 (1), s. 150–158, 1925. DOI: 10.1007/BF01814177.
- Gerstmann J, Schilder P. Über eine besondere Gangstörung bei Stirnhirnerkrankung. „Wiener Medizinische Wochenschrift”. 76 (3), s. 97–102, 1926.
- Über eine eigenartige Orientierungstörung im Raume bei zerebraler Erkrankung. „Wiener Medizinische  Wochenschrift”. 76 (27), s. 817–818, 1926.
- Korperrotation um die Längsachse bei cerebellarer Erkrankung[38]. 1926
- Fingeragnosie und isolierte Agraphie; ein neues Syndrom. „Zeitschr Gesamte Neurol Psychiatr”. 108, s. 152–177, 1927.
- Über ein noch nicht beschriebenes Reflexphänomen bei einer Erkrankung des zerebellaren Systems. „Wiener Medizinische Wochenschrift”. 78, s. 906–908, 1928.
- Über ein neuartiges hirnpathologisches Phänomen. „Wiener Klinische  Wochenschrift”. 50, s. 294-296, 1928.
- Beitrag zum Problemgebiet der Encephalomyelitis und der multiplen Sklerose[39]. 1930
- Gerstmann J, Kestenbaum A. Monokuläres Doppeltsehen bei cerebralen Erkrankungen. „Zeitschrift für die gesamte Neurologie und Psychiatrie”. 128 (1-4), s. 42-56, 1930. DOI: 10.1007/BF02864243.
- Zur Symptomatologie der Hirnläsionen im Ubergangsgebiet der unteren Parietal- und mittleren Occipitalwindung (Das Syndrom: Fingeragnosie, Rechts-Links Störung, Agraphie, Akalkulie). „Nervenarzt”. 3, s. 691-695, 1930.
  - tłum. ang. On the Symptomatology of Cerebral Lesions in the Transitional Area of the Lower Parietal and Middle Ocipital Convolutions (The Syndrome: Finger Agnosia, Right-Left Confusion, Agraphia and Acalculia). [w:] Neurological Classics. Robert H. Wilkins, Irwin A. Brody (red.). Thieme, 1997 ISBN 1-879284-49-9 s. 157
- Gerstmann J, Sträussler E. Zum Problemgebiet der Encephalomyelitis und der multiplen Sklerose. „Arch Psychiatr Nervenkrankh”. 93 (1), s. 182-211, 1931. DOI: 10.1007/BF01814424.
- Zur Symptomatologie der Stirnhirnerkrankungen. „Monatsschrift für Psychiatrie und Neurologie”. 93, s. 102-110, 1936. DOI: 10.1159/000148805.
- Gerstmann J, Sträussler E, Scheinker I. Über eine eigenartige hereditär-familiäre Erkrankung des Zentralnervensystems. Zugleich ein Beitrag zur Frage des vorzeitigen lokalen Alterns. „Zeitschrift für die gesamte Neurologie und Psychiatrie”. 154, s. 736-762, 1936. DOI: 10.1007/BF02865827.
- Über ein neuartiges hirnpathologisches Phänomen. „Wiener Klinische  Wochenschrift”. 50, s. 294–296, 1937.
- The Phenomenon Of Body Rotation In Frontal Lobe Lesions. „The Journal of Nervous and Mental Disease”. 92 (1), s. 36-40, lipiec 1940.
- Syndrome of finger agnosia, disorientation for right or left, agraphia and acalculia : local diagnostica value. „Arch Neurol Psychiat”. 44. s. 389-408.
- Problem of imperception of disease and of impaired body territories with organic lesions. „Arch Neurol Psychiatry”. 48, s. 890–913, 1942.
- Some notes on the Gerstmann syndrome. „Neurology”. 7, s. 866–869, 1957. PMID: 13483851.
- Psychological And Phenomenological Aspects Of Disorders Of The Body Image. „The Journal of Nervous and Mental Disease”. 126 (6), s. 499-512, czerwiec 1958. PMID: 13564228.
- (Recenzja) Right-Left Discrimination and Finger Localization. „The Journal of Nervous and Mental Disease”. 131 (4), s. 367, październik 1960.
- On the symptomatology of cerebral lesions in the transition of aphasia. Cortex 1, s. 214 (1964)
- On the Symptomatology of Cerebral Lesions in the Transitional Area of the Lower Parietal and Middle Occipital Convolutions (The Syndrome: Finger Agnosia, Right-Left Confusion, Agraphia and Acalculia). Arch Neurol. 1971;24(5):476.